# Andy Luotto

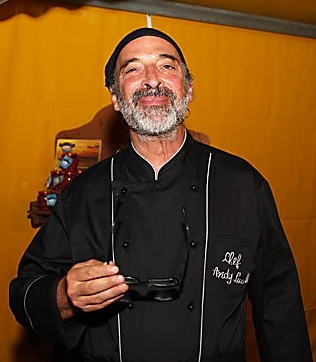
Andy Luotto

Andy Luotto (eigentlich André Paul Luotto; * 30. Juli 1950 in Brooklyn, New York City) ist ein US-amerikanisch-italienischer Komödiant, Schauspieler und Fernsehmoderator.

## Leben
Luotto, der in den USA geboren ist und dort auch Filmwissenschaft an der Universität Boston studiert hatte, mittlerweile jedoch die italienische Staatsbürgerschaft angenommen hat, war seit Ende der 1970er Jahre in komischen Rollen zu sehen.
Erste Aufmerksamkeit fand dabei sein Engagement bei der Fernsehsendung L'altra Domenica, in der er neben Roberto Benigni und Maurizio Nichetti als seltsamer amerikanischer Cousin einer der zentralen Charaktere darstellte.
Begonnen hatte Luotto im Filmgeschäft noch in den Vereinigten Staaten, wo er für die Synchronisation etlicher italienischer Schauspieler zuständig war. Nach seiner Übersiedlung nach Italien, dem ersten Fernseherfolg und einer Reihe von erfolgreichen Kinorollen, wobei er allerdings auch in anspruchslosen Filmen mitwirkte, kehrte er 1985 zum kleinen Bildschirm zurück: Ebenfalls nach einer Idee von Renzo Arbore entwickelt, war er in Quelli della notte zu sehen. Luotto war auch einer der Moderatoren der italienischen Versteckten Kamera. Seine Filmauftritte sind seither selten, aber stetig.
Neben seiner schauspielerischen Tätigkeit führt er ein Restaurant in Sutri.

## Filmografie (Auswahl)
- 1979: Super Andy, il fratello brutto di Superman
- 1980: Nachhilfe in Sachen Liebe (Corse in perdicuore)
- 1981: Carabinieri… ab in die Polizeischule (I carabbinieri)
- 1981: Die verrückteste Armee der Welt (L'esercito più pazzo del mondo)
- 1982: Grunz – Schmatz – Grunz… am Anfang war das Ei (Grunt!) (auch Regie, Buch)
- 1984: Keiner haut wie Don Camillo (Don Camillo)
- 1987: Der Schatz im All (L’isola del tesoro) (Fernseh-Miniserie)
- 1997: Die Atempause (La tregua)
- 1999: Falcone – Im Fadenkreuz der Mafia (Excellent Cadavers, Fernsehfilm)
- 2005: Papst Johannes Paul II.
- 2007: Go-go Tales
- 2016: Die Medici – Herrscher von Florenz (Fernsehserie)
- 2018: Mein Name ist Somebody (Il mio nome è Thomas)